# Dolbeau-Saint-Félicien Airport
Dolbeau-Saint-Félicien Airport (franska: Aéroport de Dolbeau-Saint-Félicien) är en flygplats i Kanada.   Den ligger i regionen Saguenay–Lac-Saint-Jean och provinsen Québec, i den östra delen av landet, 400 km nordost om huvudstaden Ottawa. Dolbeau-Saint-Félicien Airport ligger 111 meter över havet.
Terrängen runt Dolbeau-Saint-Félicien Airport är platt. Närmaste större samhälle är Saint-Félicien, 15,3 km söder om Dolbeau-Saint-Félicien Airport. 
Trakten runt Dolbeau-Saint-Félicien Airport består till största delen av jordbruksmark. Runt Dolbeau-Saint-Félicien Airport är det mycket glesbefolkat, med 6 invånare per kvadratkilometer.